# Краснощёков, Александр Михайлович
Алекса́ндр Миха́йлович Краснощёков (настоящее имя — Абра́м Моисе́евич Краснощёк, псевдоним — Тобинсон, 28 сентября (10 октября) 1880, Чернобыль, Радомысльский уезд, Киевская губерния, Российская империя — 26 ноября 1937, Москва, РСФСР, СССР) — российский социал-демократ, впоследствии советский государственный и партийный деятель, участник Гражданской войны в России на Дальнем Востоке. Первый председатель Правительства, Совета министров и министерства иностранных дел Дальневосточной республики.

## Биография
Родился в семье приказчика-еврея. В социал-демократическом движении с 1896 года. Партийную работу вёл в Киеве, Николаеве, Полтаве и Екатеринославе (ныне Днепр). В 1898 году был арестован, в ссылке в Николаевске (ныне Николаевск-на-Амуре) впервые лично встретился со Львом Троцким.
В 1902 году эмигрировал в Германию, затем, в 1903 году, — в США, где вступил в Социалистическую трудовую партию Америки. Работал в Нью-Йорке портным, состоял членом Американской федерации труда и Индустриальных рабочих мира, вёл активную партийную и профсоюзную работу, сотрудничал с профсоюзной прессой на английском языке и идише. Окончил в 1912 году школу права Чикагского университета в Иллинойсе, занимался адвокатской практикой, основал Рабочий университет Чикаго. Работал в Америке вместе с Троцким, блестяще читал публичные лекции по самым различным вопросам.
В Америке женился. Родилась дочь Луэлла. Жена отказалась ехать в Россию, а дочь, наоборот, поехала. После ареста отца Лиля Брик взяла дочь на воспитание.
Летом 1917 года вернулся в Россию, вступил в партию большевиков. Был членом Владивостокского совета, председателем Никольско-Уссурийского исполкома и комитета РСДРП(б). На заседании Дальневосточного краевого комитета Советов рабочих, солдатских и крестьянских депутатов, проходившем 5 января 1918 года, был избран Председателем. Руководитель штаба Дальневосточного большевистского подполья. В 1919 году в Сибири на подпольной партийной работе. В 1920—1921 годах — член Дальбюро ЦК РКП, председатель Правительства и министр иностранных дел Дальневосточной республики при Петре Никифорове.
В период борьбы за создание ДВР проводил линию Ленина и ЦК РКП и, по словам Ленина, «Едва ли не он же всё и организовывал».
Подвергался со стороны работавших с ним коммунистов, включая предсовмина Никифорова, многочисленным обвинениям, но некоторое время удерживался благодаря заступничеству Ленина и Троцкого. Ему вменялась в вину легализация ПСР и РСДРП, настойчивое привлечение их в правительственную коалицию, чрезмерный упор на независимость ДВР от РСФСР. Сначала был смещён и выслан за пределы ДВР его сторонник, главком НРА Генрих Эйхе, а в конце 1921 года был отозван из ДВР и сам Краснощёков.
По возвращении был назначен заместителем народного комиссара финансов РСФСР, затем членом президиума ВСНХ РСФСР. В 1922 году стал одним из инициаторов создания Промбанка СССР, где занял должность председателя правления.
В конце 1922 года имел длительный и серьёзный роман с Лилей Брик. Этот роман едва не привёл к разрыву отношений Лили Брик с Владимиром Маяковским.
С 17 марта 1923 года — председатель Оргбюро, затем председатель правления Российского общества добровольного воздушного флота Добролёт. «Пика славы „Добролёт“ и председатель его правления А. М. Краснощёков достигли 15 июля 1923 года, в день открытия регулярной внутренней линии Москва-Нижний Новгород». А 19 сентября 1923 года Краснощёков был арестован по обвинению в злоупотреблениях. По сообщению наркома РКИ Валериана Куйбышева, были установлены «бесспорные факты присвоения Краснощёковым государственных средств, устройства на эти средства безобразных кутежей, использования хозяйственных сумм банка в целях обогащения своих родственников и т. д.».
8 марта 1924 года приговорён к шести годам одиночного заключения. Содержался в Лефортовской тюрьме в Москве, в ноябре 1924 года был переведён в тюремную больницу, по окончании лечения в январе 1925 года освобождён по амнистии. В тюрьме написал книгу об американском банке.
С 1926 года возглавил Главное управление новых лубяных культур Наркомзема СССР и Институт нового лубяного сырья.
В период сталинских репрессий 16 июля 1937 года повторно арестован, 25 ноября 1937 года приговорён Военной коллегией Верховного суда СССР к расстрелу. Погребён в общей могиле № 1 невостребованных прахов на Новом Донском кладбище Москвы.
Реабилитирован в апреле 1956 года.

## Семья
- Первая жена — Гертруда Борисовна Тобинсон, член компартии США, заведующая библиотекой книг на иностранных языках Президиума АН СССР.
  - Дочь — Луэлла Александровна Варшавская (1910—2002), была замужем за писателем-фантастом Ильёй Варшавским[6].
    - Внук — кибернетик, доктор технических наук Виктор Варшавский.

  - Сын — Евгений Александрович Краснощёков (1912—?), кандидат технических наук, теплотехник и электротехник.
- Вторая жена (и секретарша) — Донна (Дора) Яковлевна Груз (1899—1968)[7], до революции была певицей[8], в 1937—1945 годах находилась в заключении в Карлаге (Акмолинское специальное отделение) как член семьи изменника Родины[9]; приходилась сестрой управляющему Всесоюзным фотокинохимическим трестом Александру Грузу.
  - Дочери-близнецы — Наталья Краснощёкова (1934—1999) и литературовед Елена Краснощёкова (род. 1934, с 1987 года в США)[10]. После ареста родителей воспитывались бабушкой Бертой Вениаминовной Груз, а после её смерти вскоре после начала войны были переданы в детский дом.
- Брат — Евгений (Фроим-Юда) Краснощёк (1889—1908), анархо-коммунист, повешен по приговору суда 5 января 1908 года[11].
- Сестра — Софья Краснощёк (Б. Ф. Домысевич), анархо-коммунистка.

## Сочинения
- Финансирование и кредитование промышленности. М., 1923—136 с.
- Современный американский банк. М.-Л., ГИЗ, 1926. — 288 с.